# Marina Moschen
Marina Moschen (15 de octubre de 1996) es una actriz brasileña. En 2015, fue parte del reparto de la telenovela Moisés y los diez mandamientos. Actualmente, protagoniza Malhação por Rede Globo.

## Biografía
Nació en Angra dos Reis, ciudad costera del estado de Río de Janeiro. Tomó clases de ballet y piano, y participó en un taller de modelos del empresario Sergio Mattos. La belleza de la chica llamó la atención de los cazatalentos, quienes la incentivaron a iniciar una carrera artística.
Luego, se trasladó a la ciudad de Río de Janeiro con su padre y su madrastra para estudiar en una escuela que le diera un buen ingreso a la universidad. Entonces, Sergio Mattos la llevó a la escuela de actuación de Daniel Nigri. Estudió teatro durante tres años y participó en los primeros capítulos de la telenovela Moisés y los diez mandamientos, interpretando a Amalia. Cuando recién había ingresado a la Facultad de Artes Escénicas, fue seleccionada para el papel de Luciana en la telenovela adolescente Malhação, de Globo, por lo que dejó sus estudios inconclusos. En la ficción, es una alumna del colegio Leal Brazil y pareja romántica de Rodrigo, interpretado por el actor Nicolas Prattes.

## Vida amorosa
Desde 2012 hasta el 2018, su novio ha sido Daniel Nigri, dueño de la escuela de actuación en donde estudió Marina. Entre ambos, hay una diferencia de edad de diecinueve años (él tiene treinta y siete.) Marina vive actualmente con su padre, su madrastra y su primo. En 2023 empezó a salir con la fotógrafa Emília Sauaia.

## Peso
Marina mide 1,68 metros y pesa 48 kg pero asegura que nunca ha hecho dieta, que solamente intenta comer saludable de lunes a viernes, consumiendo luego, los fines de semana, alimentos con sodio y azúcar. Por lo anterior, desea hacer un régimen alimenticio guiado por un nutricionista que la ayude a subir por lo menos tres kilos en los próximos meses.